# Afrixalus orophilus
Afrixalus orophilus là một loài ếch thuộc họ Hyperoliidae.
Loài này có ở Burundi, Cộng hòa Dân chủ Congo, Rwanda, và Uganda.
Môi trường sống tự nhiên của chúng là vùng núi ẩm nhiệt đới hoặc cận nhiệt đới, đồng cỏ nhiệt đới hoặc cận nhiệt đới vùng đất cao, và đầm nước.
Chúng hiện đang bị đe dọa vì mất môi trường sống.